# Angels (Within Temptation)
Angels is een nummer van de Nederlandse band Within Temptation. Het nummer verscheen op hun album The Silent Force uit 2004. Op 6 juni 2005 werd het nummer in Nederland uitgebracht als de derde single van het album. De video van het nummer viel in de prijzen met een Golden God Award in 2006 van het Amerikaanse rock- en metaltijdschrift Revolver.

## Achtergrond
Angels is geschreven door groepsleden Robert Westerholt, Sharon den Adel en Martijn Spierenburg en geproduceerd door Daniel Gibson. De single werd een succes in een aantal landen, zo bereikte het in onder meer Duitsland, Finland, Oostenrijk en Zwitserland de hitlijsten. In Nederland piekte de single op de elfde plaats in de Top 40. In de Vlaamse Ultratop 50 werd de 41e plaats bereikt.

## Video
De videoclip van Angels gaat over een priester die mensen naar huis lokt waar vervolgens blijkt dat hij een seriemoordenaar is. Zo ontvoert hij ook Sharon den Adel en bedwelmt haar met chloroform. Als hij haar wil begraven bij de overige slachtoffers, blijkt dat ze als lokkertje was neergelegd, waarna de 'angels' (gespeeld door de overige bandleden) haar komen redden. Ook Sharon zelf blijkt een engel te zijn. Samen laten ze de geesten van de vermoorde slachtoffers uit hun graf komen die de priester vernietigen.